# 禁酒日
禁酒日（きんしゅび）とは、普段は酒類を飲んでも問題視されない地域において、酒類を飲むことを禁止されている日のことである。なお、自主的に酒を飲まない日と決めた日も禁酒日であるが、この場合、健康のためであることもあり、そのような禁酒日の場合、一般に休肝日と呼ばれる。

## 概説
年齢制限など、何らかの制約があるにせよ、飲酒が禁止されていない地域は方々にある。しかし、普段は飲酒が禁止されていない地域においても、ある特定の日だけは、酒類を飲んではならない日と定められていることがある

。
以下にその例を記述する。

### スリランカの禁酒日
スリランカでは、満月の日をポーヤデイと呼び、休日となっている。この日は、スリランカに住んでいる者はもちろんのこと、たとえ外国人であっても、スリランカ国内では酒類が提供されることはない。つまり、満月の日は、酒が一切飲めないのである

。

### フィンランドの禁酒日
フィンランドでは、日曜や祝日が禁酒日となっている。しかし、その日にだけウォッカをベースとするカクテルの1つであるブル・ショットから氷を抜いて、「これはブル・ショット・スープである。」として客に出すレストランもあるとの話もある

。
ただし、ブル・ショットが考案されたのは、1953年のデトロイトであったとの説がある

。
この説が正しいとすると、そのようなことが行われるようになったのは、少なくとも1953年以降であることになる。